# Nola brachystria
Nola brachystria är en fjärilsart som beskrevs av George Francis Hampson 1905. Nola brachystria ingår i släktet Nola och familjen trågspinnare. Inga underarter finns listade i Catalogue of Life.